# Factories Act 1847
Factories Act 1847, også kaldet Ten Hours Act (da.: 10-timers loven), var en lov som blev vedtaget i Storbritannien den 1. juli 1847 under statsminister John Russels regering, arbejdet med lovgivningen var allerede påbegyndt under den forrige regering. Loven fast satte at kvinder og børn under 18 år højest måtte arbejde 10 timer om dagen, loven trådte i kraft den 1. marts 1848 og reducerede arbejdsdagen for kvinder og børn under 18 år fra 63 til 58 timer om ugen.
| Jura | Spire Denne juraartikel er en spire som bør udbygges. Du er velkommen til at hjælpe Wikipedia ved at udvide den. |